# Kjell Olof Bohlin
Kjell Olof Ingemar Bohlin, född 19 april 1944 i Kållereds församling i Göteborgs och Bohus län, är en svensk lärare, pastor och lyrikförfattare.
Han har skrivit lyrik som publicerats i olika sammanhang och även tonsatts av bland andra Lars Widéll och Roberth Johansson.
Kjell Olof Bohlin gick på läroverk i Göteborg 1958–1962 och studerade på Missionskyrkans Teologiska Seminarium, Lidingö (nuvarande Teologiska Högskolan, Stockholm) 1964–1968. Folkhögskollärarexamen tog han 1986.
Han arbetade på bokhandel i Göteborg 1962–1963. Pastorstjänster har han innehaft inom Svenska Missionskyrkans församlingar i Tystberga–Runtuna, Bodafors–Naglarp och Skara. Han har också varit studieledare inom Frikyrkliga studieförbundet (nuvarande Bilda) i Västergötland 1977–1999. Vidare har han tjänstgjort som folkhögskollärare och invandrarlärare och även arbetat som terminalarbetare på posten och som personlig assistent.